# Sachsen-Gotha
Sachsen-Gotha var ett ernestinskt hertigdöme i tysk-romerska riket 1640–1680.

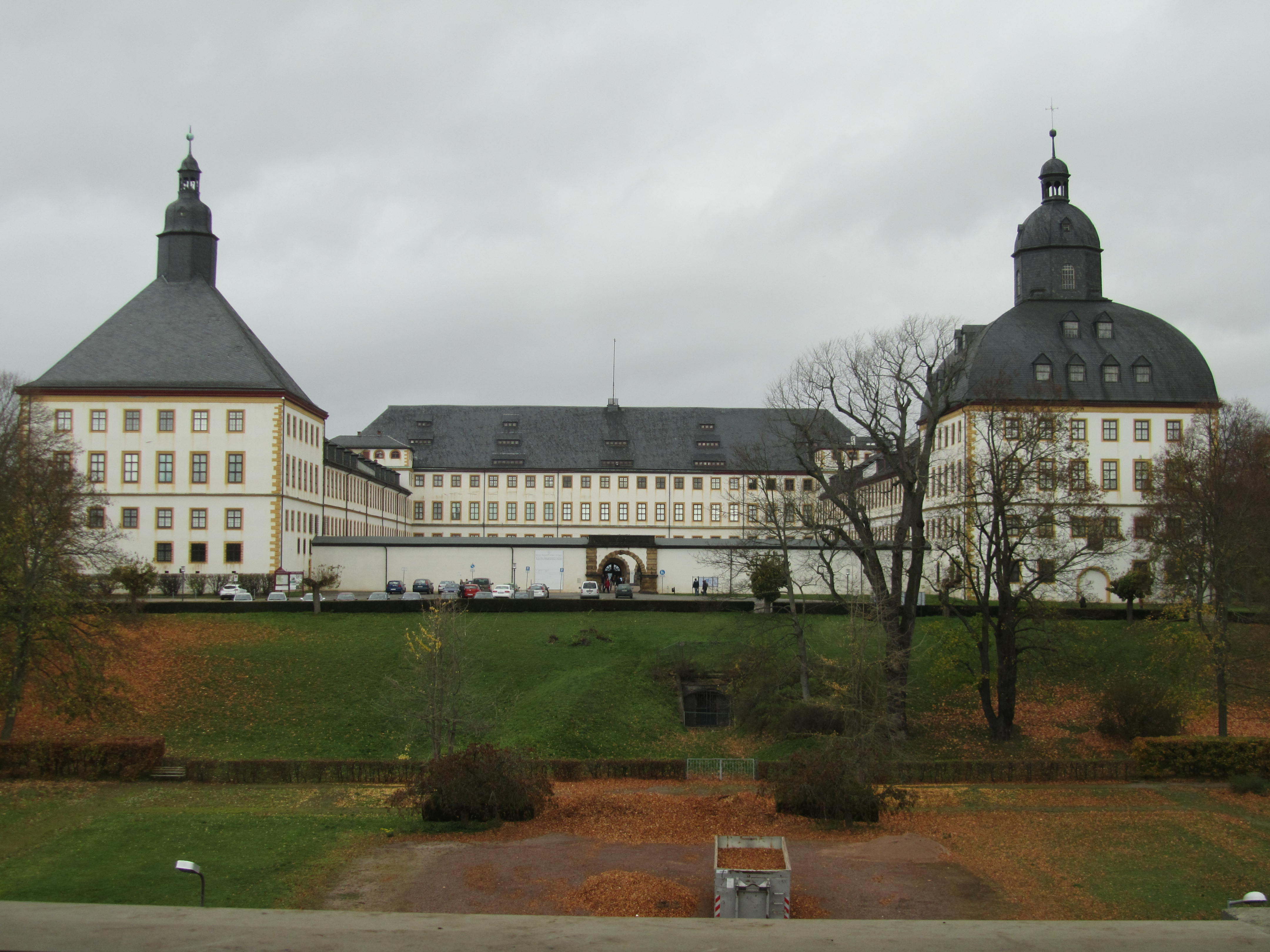
Hertigens residens, Schloss Friedenstein i Gotha, uppfört 1643–1654.

Dess område tillföll på 1630-talet linjen Sachsen-Weimar och blev vid dess delning 1640 ett eget hertigdöme under Ernst den fromme. Hans söner stiftade 1680 sju linjer: Sachsen-Gotha, Sachsen-Coburg, Sachsen-Meiningen, Sachsen-Römhild (utslocknad 1710), Sachsen-Eisenberg (utslocknad 1707), Sachsen-Hildburghausen och Sachsen-Saalfeld.
Då linjen Sachsen-Gotha-Altenburg 1825 utslocknade med Fredrik IV:s död, blev området kring Altenburg ett nytt hertigdöme under dittillsvarande hertigen av Sachsen-Hildburghausen. Området kring Gotha tillföll hertig Ernst av Sachsen-Coburg-Saalfeld, som vid nyordningen av den ernestinska linjens förhållanden i gengäld avstod Saalfeld till Sachsen-Meiningen. Därigenom uppkom storhertigdömet Sachsen-Coburg-Gotha.

## Regenter
- Ernst I av Sachsen-Gotha-Altenburg (1640–75)
- Fredrik I Sachsen-Gotha-Altenburg (1675–1691), härskade gemensamt med sina bröder fram till 1680:
  - Albert blev hertig av Sachsen-Coburg;
  - Bernhard blev hertig av Sachsen-Meiningen;
  - Henrik blev hertig av Sachsen-Römhild;
  - Christian blev hertig av Sachsen-Eisenberg;
  - Ernst blev hertig av Sachsen-Hildburghausen;
  - Johan Ernst blev hertig av Sachsen-Saalfeld.